# Gossip (artiste suisse)
Pour les articles homonymes, voir Gossip.
Gossip, né Jean-Luc Fornelli en 1964, est un humoriste, poète, auteur de chansons et écrivain vaudois.

## Biographie
Gossip a étudié l'économie. Il est journaliste de profession.
Dès 1997, il compose des chansons. Lauréat du Concours Nouvelles Scènes en 1998, Jean-Luc Fornelli signe la musique du générique de l'émission de Bernard Pichon, Salut les p'tits loups. Humoriste, il participe à l’émission de la Radio suisse romande, La soupe est pleine jusqu'en septembre 2008.
Jean-Luc Fornelli publie en 2005, sous le pseudonyme de Gossip, Poésies Bonsaï, recueil de haïkus ou de "haïkukus suisses" selon l'auteur.
Il habite Founex, dans le canton de Vaud.

## Publications
- Poésies Bonsaï, Vevey : Éditions Castagnééé, 2005[8],[9],[3].
- Voluptés à la mante, Lausanne : Humus, 2009.
- Dictionnaire horizontal, Lausanne : Humus, 2011.
- Nouveau dictionnaire horizontal : revu et sévèrement corrigé!, Lausanne : Humus, 2012.
- Poésies Bonsaï et autres Haïkuku suisses, Hélice Hélas Éditeur, 2014,  (ISBN 978-2-940522-14-9)[10]
- Les feuilles du Mal, Genève : BSN Press, coll. fictio, 2015.
- Poésie de gare, Genève : Éditions des Sables, 2017.
- Les Aigrettes, St-Imier : Éditions du Roc, 2020.

## Discographie
- Insolitudes, autoproduit[6], 1997[11],[12]

- Chasseur de déprime, Hear We Go (COD Music), 1998[6]

## Sources
- « Gossip », sur la base de données des personnalités vaudoises sur la plateforme « Patrinum » de la Bibliothèque cantonale et universitaire de Lausanne.
- 24 Heures, 2003/03/16-17, p. 22